# Конрад из Лихтенау
Конрад из Лихтенау (лат. Conradus Lichtenauensis, нем. Konrad von Lichtenau; ум. 10 декабря 1240) — средневековый германский хронист, монах-премонстрант, пробст монастыря в Урсберге (Бавария).

## Жизнь и труды
Выходец из знатного швабского рода, владевшего замком близ Лихтенау в герцогстве Саксония (совр. Северный Рейн-Вестфалия), он некоторое время провёл при императорском дворе, а затем при дворе папы Иннокентия III в Риме. Будучи каноником в Констанце, вступил в орден премонстрантов. С 1231 года был пробстом монастыря в Урсберге, сменив на этом посту Бурхарда из Урсберга. Умер не позже 1240 года.
Продолжил вслед за Бурхардом «Урсбергскую хронику» (лат. Chronicon Urspergense) с 1226 по 1229 год. Исследователи установили, что сам Бурхард взял за основу своего сочинения «Всеобщую хронику» Эккехарда из Ауры, доведённую до 1125 года, продолжив её сообщениями за 1126—1225 годы. Хроника самого Конрада, изобилующая достоверными материалами по истории Гогенштауфенов, также имела нескольких продолжателей, в том числе Каспара Хедия, который довёл её до 1537 года.
Хроника Конрада из Лихтенау стала первой, которая была напечатана в 1515 году в Аугсбурге известным учёным-гуманистом и издателем Конрадом Пейтингером. В 1569 году она была переиздана в Базеле Меланхтоном и Милиусом, а в 1609 году вышла в Страсбурге. Комментированная научная публикация хроники подготовлена было историками Отто Абелем и Людвигом Вейландом для «Monumenta Germaniae Historica» (Scriptores, XXIII, S. 333—383), а в 1874 году выпущена отдельным изданием в Ганновере.